# Liste der Monuments historiques in Lussant
Die Liste der Monuments historiques in Lussant führt die Monuments historiques in der französischen Gemeinde Lussant auf.

## Liste der Bauwerke
| Bezeichnung      | Beschreibung              | Standort | Kennzeichnung | Schutzstatus | Datum | Bild           |
| ---------------- | ------------------------- | -------- | ------------- | ------------ | ----- | -------------- |
| Kirche St-Pierre | Erbaut im 12. Jahrhundert | (Lage)   | PA00104785    | Inscrit      | 1928  | weitere Bilder |

## Liste der Objekte

### Kirche St-Pierre
| Bezeichnung                  | Beschreibung             | Standort | Kennzeichnung | Schutzstatus | Datum | Bild |
| ---------------------------- | ------------------------ | -------- | ------------- | ------------ | ----- | ---- |
| Trauerband (Litre funéraire) | 18. Jahrhundert          | (Lage)   | PM17001417    | Inscrit      | 1984  |      |
| Gemälde Verkündigung         | Öl auf Leinwand, um 1800 | (Lage)   | PM17001418    | Inscrit      | 1984  |      |
| Glocke Jeanne Marie          | Bronze, 1770 gegossen    | (Lage)   | PM17000190    | Classé       | 1942  |      |